# Nasir Ali
Nasir Ali, född den 1 januari 1959 i Sialkot, Pakistan, är en pakistansk landhockeyspelare.
Han tog OS-guld i herrarnas landhockeyturnering i samband med de olympiska landhockeytävlingarna 1984 i Los Angeles.